# Vrederechtspraak
Vrederechtspraak was een tussen 1941 en 1945 fungerend nationaalsocialistisch juridisch orgaan in Nederland.
Op 16 augustus 1941 verscheen in het Verordnungsblatt für die besetzten niederländischen Gebiete verordening 156/41 waarmee in bezet Nederland de vrederechtspraak werd ingevoerd. De verordening was ondertekend door de nationaalsocialist mr. J.J. Schrieke, secretaris-generaal van Justitie. De reden van het instellen van de vrederechtspraak was de relatieve onmogelijkheid om hen die het de Nationaal-Socialistische Beweging (NSB) van Anton Mussert lastig maakten, daarvoor te vervolgen. Dat verklaart dan ook de formulering van de taak die de vrederechtspraak kreeg: de berechting van alle misdrijven en overtredingen die

den politieken vrede binnen de volksgemeenschap in gevaar brengen of de hoogste politieke belangen van de volksgemeenschap raken of uit politieke beweegredenen zijn begaan, en voorts van de strafbare feiten, welke met zodanige misdrijven of overtredingen door deelneming of samenloop verband houden.

Ofwel: berechting van strafbare feiten met politieke implicaties. Een novum in de Nederlandse rechtspraak. Ook nieuw en zeer omstreden was de inhoud van artikel 17 van de verordening. Dit opende namelijk de mogelijkheid om reeds behandelde zaken, waarvan het vonnis al in kracht van gewijsde was gegaan, opnieuw te behandelen. Deze mogelijkheid ondergroef een van de grondbeginselen van de Nederlandse rechtspraak: het ne bis in idem-beginsel. Dit artikel was voor drie rechters aanleiding ontslag te nemen.
Bij de arrondissementsrechtbanken van Amsterdam, Arnhem, 's-Hertogenbosch, Den Haag en Leeuwarden werden uit één lid bestaande kamers ingesteld, waarvan de vijf leden de titel vrederechter droegen. Bij het Gerechtshof van Den Haag werd een met drie leden rechtsprekende bijzondere kamer ingesteld (vredegerechtshof) belast met de rechtspraak in hoger beroep. De Vrederechtspraak kende geen mogelijkheid tot cassatie. Bij de Vrederechtspraak waren onder anderen betrokken:
Vredegerechtshof
- mr. J.H. Carp (voorzitter Vredegerechtshof Den Haag)
- mr. dr. R. van Genechten (procureur-generaal Vredegerechtshof Den Haag tot 1943)
- mr. H. Sluijterman (lid Vredegerechtshof Den Haag)
- mr. H.A. Helb (lid Vredegerechtshof Den Haag, tot 1942)
- mr. P.H.F. van Vloten (lid Vredegerechtshof Den Haag, vanaf 1943 procureur-generaal Vredegerechtshof Den Haag)
- mr. S.J.M. Wijthof (lid Vredegerechtshof Den Haag)
- mr. A. Semplonius (lid Vredegerechtshof Den Haag, tot 1942)
- mr. J. Tuinstra (griffier Vredegerechtshof Den Haag, later lid Vredegerechtshof)

Vrederechters
- mr. Ch.A.F. Maitland (vrederechter Leeuwarden)
- mr. P.P.M. Loeff (vrederechter 's-Hertogenbosch)
- mr. W.U. Hazelhoff Roelfzema (vrederechter Arnhem, tot 1942)
- mr. J.A. Wolthuis (vrederechter Arnhem)
- mr. G.J.F. Sluyters (vrederechter Den Haag)
- mr. P. van der Grijp (vrederechter Den Haag)
- mr. P.H.F. van Vloten (vrederechter Amsterdam, tot 1942)
- mr. W.L. van der Meulen (vrederechter Amsterdam)

Al deze personen waren natuurlijk overtuigd nationaalsocialist, de meesten lid van de NSB.
Partijdigheid en antisemitisme zijn kernwoorden voor het functioneren van de Vrederechtspraak. Het aantal door de vrederechters behandelde zaken nam na het eerste jaar van haar bestaan snel af. De Duitse bezetter was niet tevreden over het instituut, voornamelijk omdat het in Duitse ogen te lichte straffen uitdeelde. De NSB daarentegen toonde zich wel tevreden, omdat de belangen en de positie van de NSB gediend bleken bij de activiteiten van de vrederechters.
In september 1944 kondigde de Nederlandse regering in Londen af dat de verordening waarmee de Vrederechtspraak in het leven was geroepen, nietig werd verklaard. Na de bevrijding is derhalve iedereen die zich op dat moment in de gevangenis bevond als gevolg van een uitspraak in het kader van de Vrederechtspraak, terstond vrijgelaten. Alle vrederechters zijn als gevolg van de naoorlogse zuivering hun baan kwijtgeraakt. Het is tragisch te noemen dat de Nederlandse Hoge Raad de Vrederechtspraak heeft willen legitimeren, door de vrederechters te beëdigen.
 Portaal: Fascisme en nationaalsocialisme in Nederland · Fascisme · Nationaalsocialisme